# Edith Derdyk
Edith Derdyk (São Paulo, 16 de junho de 1955) é uma pintora, desenhista, designer gráfico e escritora e  brasileira.

## Biografia
Frequentou o Iadê - Instituto de Arte e Decoração entre 1971 e 1973. É formada pela Fundação Armando Alvares Penteado (FAAP), aonde cursou Artes Plásticas no período de 1977 a 1980. Como designer produziu capas de livro, capas de disco e ilustrações. Escreveu e ilustrou livros infantis. 
Foi bolsista da The Banff Centre (Canadá), Vitae de Artes Fundação Vitae e como artista-residente no Bellagio Center (Itália) The Rockefeller Foundation.

## Obras e exposições
Possui obras nos acervos do Museu de Arte Moderna de São Paulo, Museu de Arte Moderna da Bahia, Museu de Arte de Brasília e Pinacoteca do Estado de São Paulo entre outros.
- Ibiscos e Rabiscos. Pinacoteca do Estado de São Paulo [2]
- 5º Salão Nacional de Artes Plásticas, Museu de Arte Moderna do Rio de Janeiro, (1982)[1]
- 9º Salão Nacional de Artes Plásticas: sudeste, Fundação Clóvis Salgado. Palácio das Artes (1986)[1]
- Brasil: la nueva generación, Fundación Museo de Bellas Artes (Caracas, Venezuela) (1991)[1]
- Rasuras Museu de Arte Contemporânea de Niterói (1998), para o prêmio "O artista pesquisador"[4]
- Campo dobrado, Museu de Arte de Santa Catarina (2002)[2]
- Prêmio Funarte de Arte Contemporânea (2012)[1]
- Arranque (2018)[5]

## Livros publicados
- Estória Sem Fimmm, Summus Editorial (1980), livro infantil[2]
- O Colecionador de Palavras, Editora Salesiana (1986), livro infantil[2]
- A Sombra da Sandra Assanhada, Editora Salesiana (1987), livro infantil [2]
- Formas de Pensar o Desenho, Editora Scipione (1988)[2]
- O Desenho da Figura Humana, Editora Scipione(1989)[2]
- Linha de Costura, Editora Iluminuras (1997)[2]
- Vão, edição independente (1999)[2]
- O que fica do que escapa, edição independente (2000)[2]
- Linha de Horizonte, Editora Escuta (2001)[2]
- Fresta e Fiação, edição independente (2004)[2]
- Linha do Horizonte - Por Uma Poética do Ato Criador,  Intermeios (2012)[6]